# Bahia bint Antar
Bahia bint Antar (in arabo للاة بهية بنت عنتر‎?; 1910 circa – Rabat, 3 settembre 2008) è stata la terza moglie di Muhammad V del Marocco.

## Biografia
Lalla Bahia nacque intorno al 1910, in una ricca famiglia berbera, e in data ignota sposò Muhammad V del Marocco.
Morì il 3 settembre 2008 al palazzo reale di Rabat. Il giorno seguente venne tumulata nell'ambito di una cerimonia privata nel Mausoleo di Moulay El Hassan.

## Discendenza
Bahia bint Antar e Muhammad V del Marocco ebbero una figlia:
- Principessa Amina (1954-2012), sposò Idris Al-Wazani ed ebbero una figlia.